# Come quando fuori piove (serie televisiva)
Come quando fuori piove è una serie televisiva italiana del 2018, diretta da Fabio Mollo e con protagonista Virginia Raffaele.

## Trama
Al centro della serie vi sono quattro personaggi, tutti interpretati da Virginia Raffaele, ognuno con le proprie vicende:
- Gregoria Barberio Bonanni è un'anziana dirigente d'azienda, che ha avuto tutto dalla vita;
- Susanna è una giovane sposa al suo primo giorno di matrimonio;
- Saveria Foschi Volante è una celebre attrice, tuttavia è incerta riguardo al proprio talento e per questo sempre in preda all'ansia;
- Giorgiamaura è un'aspirante cantante adolescente il cui desiderio è sbarcare il lunario in televisione.

A causa di vari inconvenienti, le quattro donne iniziano a riflettere riguardo alla loro vita e alle scelte fatte.

## Episodi
Nell'unica stagione registrata, sono stati realizzati sei episodi.
| N° | Titolo originale | Prima TV          | Ascolti | Share |
| -- | ---------------- | ----------------- | ------- | ----- |
| 1  | Prima            | 12 settembre 2018 | 440.000 | 2,0%  |
| 2  | Seconda          | 19 settembre 2018 | 339.000 | 1,4%  |
| 3  | Terza            | 26 settembre 2018 | 242.000 | 1,0%  |
| 4  | Quarta           | 2 ottobre 2018    | 179.000 | 0,70% |
| 5  | Folle            | 9 ottobre 2018    | 161.000 | 0,60% |
| 6  | Retromarcia      | 16 ottobre 2018   | 185.000 | 0,70% |

## Produzione
Già nei primi mesi del 2018 si iniziava a parlare di un nuovo progetto televisivo per Virginia Raffaele per il canale televisivo Nove.
La serie, il cui titolo provvisorio è stato poi confermato, viene registrata a Trieste e vede la regia di Fabio Mollo, con la produzione di ITV Movie. Alla fine di giugno viene pubblicata la prima immagine, in cui appare la protagonista in una macchina. Un'altra location utilizzata per le riprese è Roma.
A luglio appare il primo trailer in cui è presente un personaggio interpretato dalla Raffaele nella fiction, così nei mesi successivi vengono trasmessi altri spot, nell'ultimo dei quali vengono presentati i nomi delle protagoniste.